# Meliphagoidea
Meliphagoidea é uma superfamília de aves passeriformes. Contém uma vasta diversidade de aves canoras, distribuidas pela região Autropacífica. O continente australiano possui a maior riqueza em espécies e géneros.